# Nikolai Iwanowitsch Smirnow

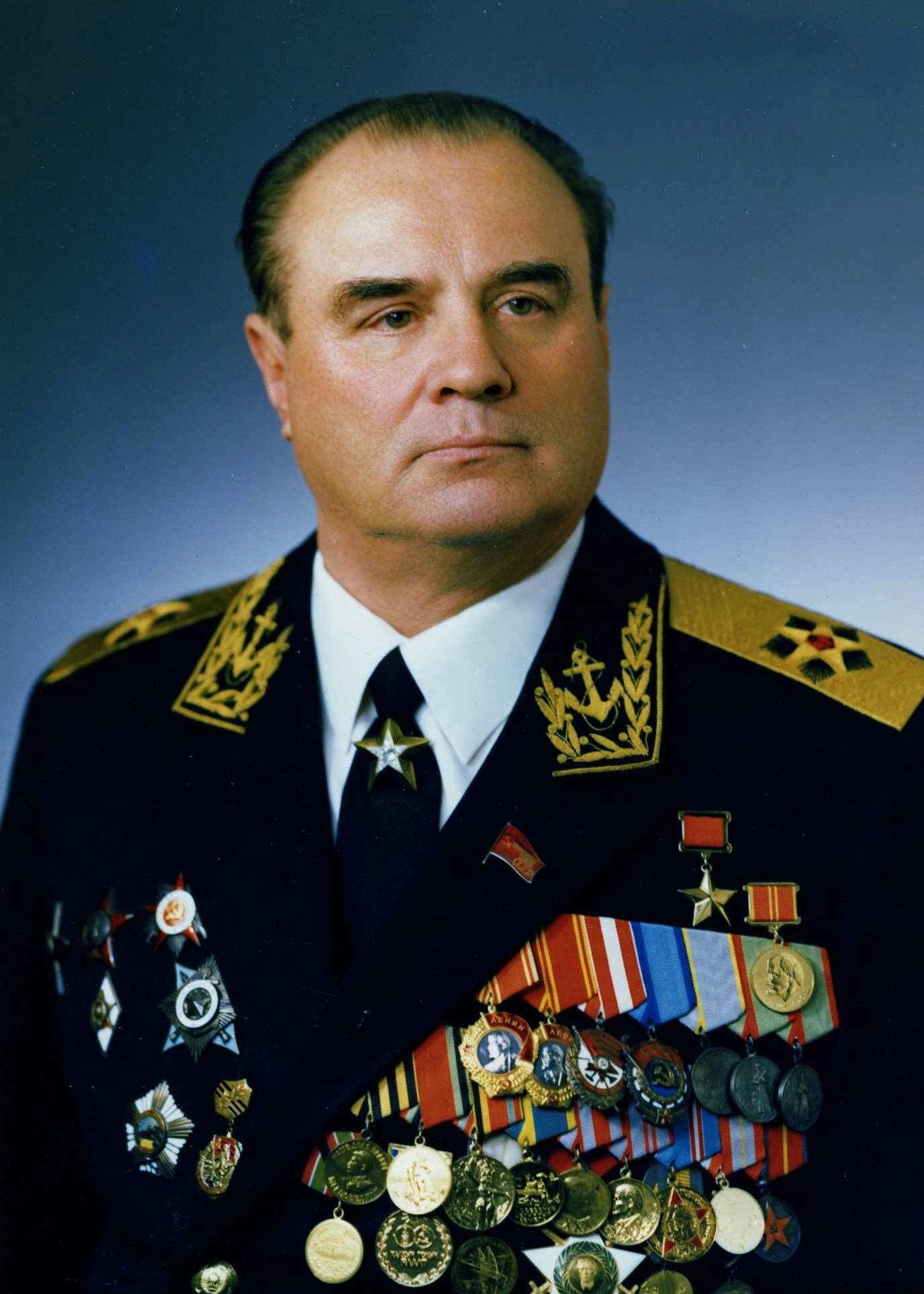
Nikolai Iwanowitsch Smirnow

Nikolai Iwanowitsch Smirnow (russisch Никола́й Ива́нович Смирно́в; * 22. Septemberjul. / 5. Oktober 1917greg. im Dorf Rjabzewo, Gouvernement Moskau (heute Oblast Kostroma); † 8. Juli 1992 in Moskau) war ein sowjetischer Flottenadmiral.

## Leben
Smirnow stammt aus der Familie eines Bauern. Er absolvierte zwei Lehrgänge am Ingenieur-Institut für Industrieanlagenbau und trat 1937 der Sowjetischen Seekriegsflotte bei. Im Jahr 1939 beendete er die Seekriegshochschule M. W. Frunse und diente als Navigationsoffizier, später als 1. Offizier, auf Schiffen der Pazifikflotte und als Kommandant eines U-Bootes. Er wurde 1942 Mitglied der KPdSU und absolvierte Höhere Spezialkurse für leitende Offiziere.

### Zweiter Weltkrieg
Als Kommandant eines U-Bootes, später als Stabschef und Kommandeur einer U-Bootdivision kämpfte Smirnow ab 1944 im Zweiten Weltkrieg in der Schwarzmeerflotte.

### Nachkriegszeit
Nach Beendigung des Krieges arbeitete er von 1950 bis 1953 in der Dienststellung des stellvertretenden Chefs und Chefs des Stabes der Schwarzmeerflotte. Von 1953 bis 1956 war er Stabschef eines U-Bootverbandes, von 1956 bis 1957 Kommandeur der U-Bootkräfte der Schwarzmeerflotte und von 1959 bis 1960 der Baltischen Flotte. 1959 schloss er erfolgreich die Militärakademie des Generalstabs ab und arbeitete bis 1964 als Stabschef und 1. Stellvertreter des Kommandeurs der Schwarzmeerflotte. Seine Tätigkeit setzte er als Chef der Führung und stellvertretender Chef des Hauptstabes der Sowjetischen Marine bis 1969 fort und kommandierte anschließend die Pazifikflotte. Am 5. November 1973 wurde Smirnow zum Flottenadmiral befördert. Im September 1974 übernahm er die Funktion des Ersten Stellvertreters des Oberkommandierenden der Sowjetischen Marine Gorschkow und wirkte am Aufbau der Flotte mit. Er gehörte zu den Offizieren, die die Mehrzweckflotte Gorschkows ablehnten und den vorrangigen Ausbau der Atom-U-Boot-Flotte unterstützten. Nach dem Untergang der Musson 1987 leitete Smirnow die Untersuchungskommission zur Aufklärung des Unfalls bei einer Flugabwehrübung.
Auf Beschluss des Obersten Sowjets der UdSSR vom 17. Februar 1984 wurde ihm der Titel Held der Sowjetunion und der Leninorden verliehen sowie die Medaille Goldener Stern überreicht. Von 1988 bis 1992 arbeitete Smirnow in der Gruppe der Generalinspekteure des sowjetischen Verteidigungsministeriums.
Von 1971 bis 1976 war er Kandidat des ZK der KPdSU und von 1970 bis 1989 Abgeordneter des Obersten Sowjets.
Er lebte in Moskau und wurde auf dem Nowodewitschi-Friedhof, Abschnitt 11, beigesetzt.

## Auszeichnungen
- Held der Sowjetunion (17. Februar 1984)
- Leninorden (1977 und 1984)
- Rotbannerorden (1958)
- Orden des Vaterländischen Krieges 1. Klasse (1985)
- Orden des Vaterländischen Krieges 2. Klasse (1945)
- Orden des Roten Banners der Arbeit (1969)
- Orden des Roten Sterns (1953 und 1966)
- Orden „Für den Dienst am Vaterland in den Streitkräften der UdSSR“ 3. Klasse (1975)
- weitere Medaillen der UdSSR und Orden anderer Länder